# Viktor Ėl'pidiforovič Borisov-Musatov
Viktor Ėl'pidiforovič Borisov-Musatov, in russo Виктор Эльпидифорович Борисов-Мусатов? (Saratov, 14 aprile 1870 – Tarusa, 8 novembre 1905), è stato un pittore russo.

## Biografia

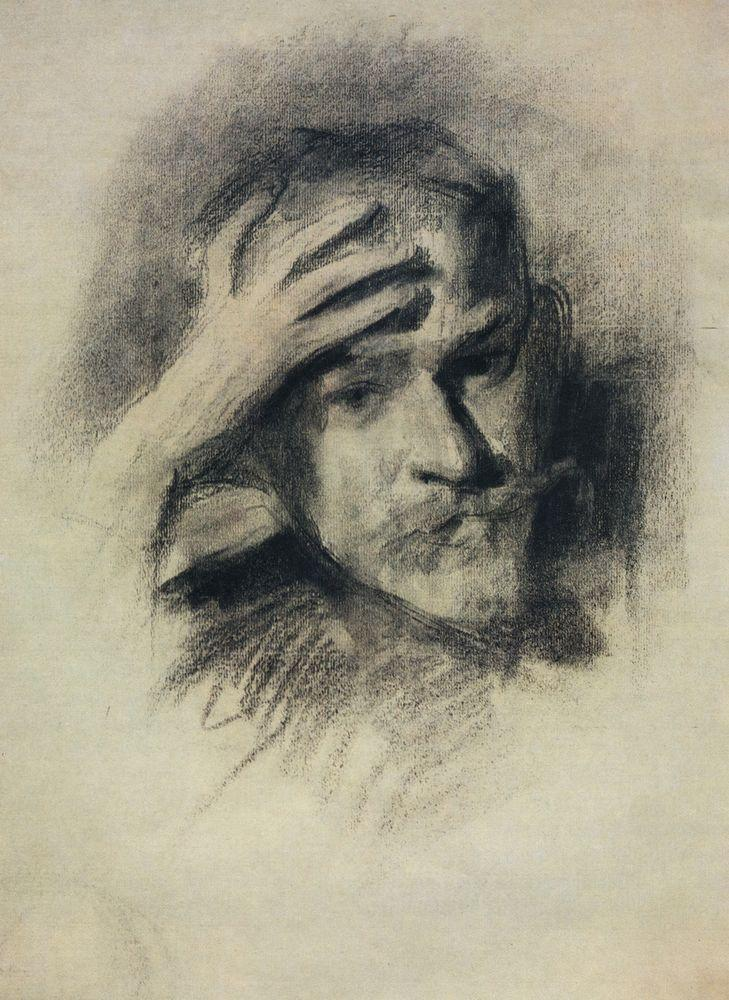
Autoritratto di Viktor Borisov-Muratov

Nacque il 14 aprile 1870 da Ėl'pidifor Borisovič Musatov, impiegato delle ferrovie, e da Evdokija Gavrilovna Konopleva, piccoli borghesi russi provenienti da famiglie di ex servi. Viktor assunse in seguito come primo cognome quello di Borisov, perché era molto affezionato a nonno Boris, da cui il patronimico di suo padre.
All'età di tre anni cadde malamente e il trauma lo condannò a rimanere gobbo per tutta la vita. Nel 1884 entrò nella scuola secondaria di Saratov, dove già il suo talento nel disegno fu notato dagli insegnanti Fëdor Vasil'ev e Konovalov, che gli consigliarono di continuare sulla strada dell'arte. Terminata la scuola, Viktor si iscrisse infatti alla Scuola di pittura, scultura e architettura di Mosca, per giungere infine all'Accademia russa di belle arti di San Pietroburgo, dove ebbe come maestro Pavel Čistjakov. Ma, dopo appena un anno, nel 1893, tornò a Mosca, perché il suo fisico non tollerava il clima umido della capitale imperiale.
In seguito, a partire dal 1895, si recò a studiare a Parigi, nel celebre atelier di Fernand Cormon dove erano allievi numerosi pittori il cui talento avrebbe segnato un'epoca. Viktor fu particolarmente affascinato dalle opere di Puvis de Chavannes e apprezzò molto anche la pittura di Berthe Morisot. Rimase a Parigi per tre anni.
Rientrato in Russia alla fine del 1898 si accostò al movimento Mir iskusstva ("Il mondo dell'arte") e, inoltre, rimase coinvolto in quella che fu chiamata la nostalgia di fine secolo, un modo pessimista e grigio di giudicare il mondo contemporaneo criticandone la noia, la sporcizia, i costumi decadenti e lo spirito materialista che lo dominava. Questa malinconia, questa tristezza profonda gli derivava anche dallo stato di disagio materiale in cui viveva e che si risolse però rapidamente qualche anno più tardi, non appena i collezionisti cominciarono ad acquistare le sue opere.
Tornò allora ad abitare a Saratov, dove soggiornò nella tenuta Zubrilovka dei principi Golicyn, per poi stabilirsi, alla fine del 1903, a Podol'sk e infine a Tarusa.

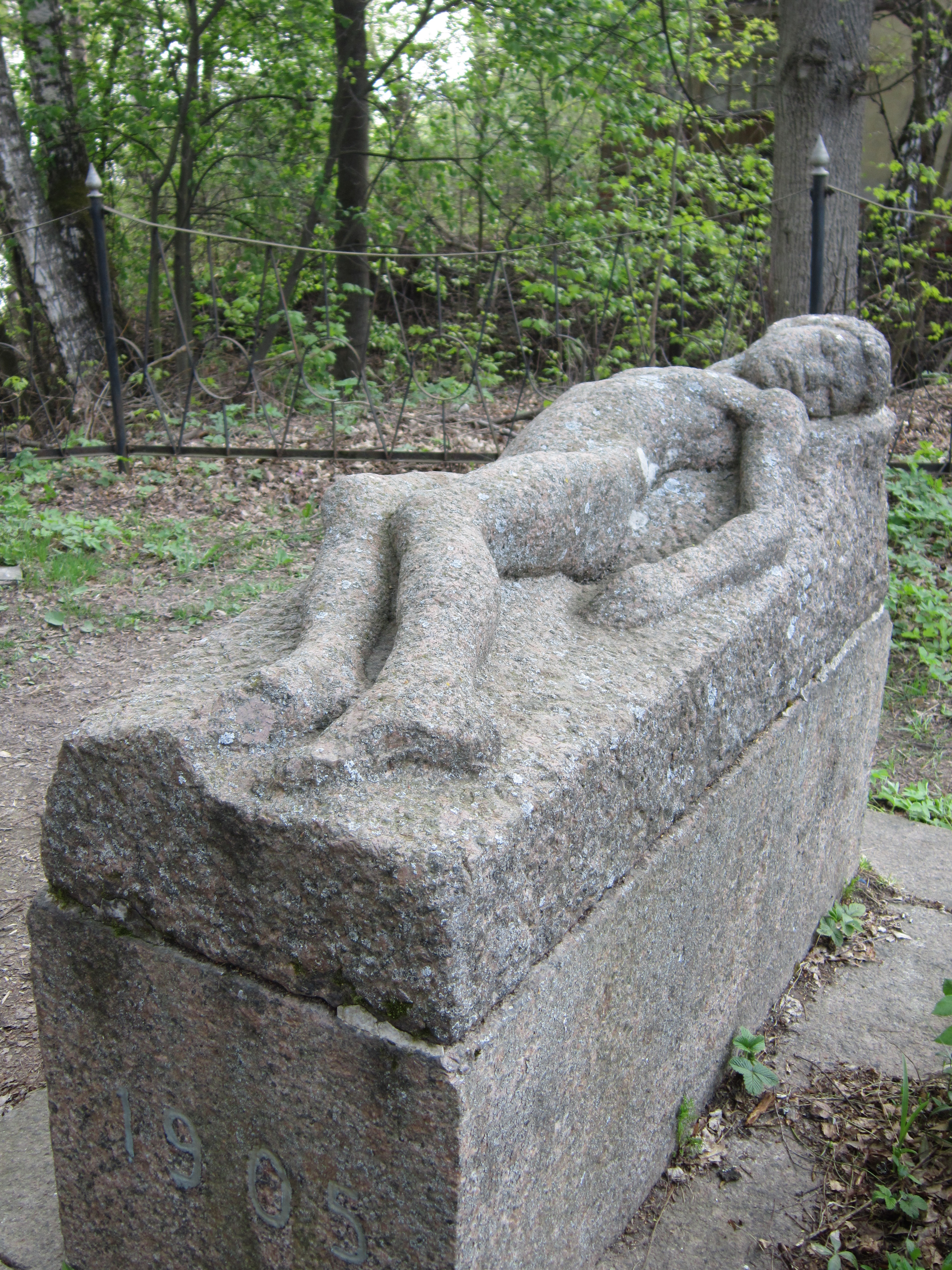
Lapide di Viktor Borisov-Muratov

Viktor Borisov descrisse nei suoi quadri un universo onirico e nostalgico di aristocratici russi nelle loro dimore e nelle loro terre. Questo mondo gli fu suggerito in parte dalla dimora dei Galicyn, in parte dalla sua immaginazione sognante.  Più tardi abbandonò la tecnica ad olio, preferendo una combinazione di pastello, acquarello e tempera, che egli stimò più adatta a realizzare quegli effetti visivi sottili e sofisticati che tentava di ottenere. Il suo stile seppe fondere, o meglio coniugare, l'accademismo realista con un vago simbolismo post-impressionista, anche se la sua pennellata restò sempre fondamentalmente impressionista.
Borisov fu membro dell'Unione degli artisti russi e cofondatore e presidente dell'Associazione degli artisti moscoviti.
Espose nel 1904 in molte città tedesche, e l'anno dopo anche al Salon della "Società degli artisti francesi", della quale divenne poi membro.
La sua opera più famosa è La piscina, in cui ritrae le due donne della sua vita: la sorella, Elena Musatova, e la moglie, Elena Aleksandrova, anch'ella artista. Il suo ultimo quadro, invece, fu Requiem, dedicato alla memoria di Nadežda Stanjukovič, sua grande amica.
Ma la salute di Viktor era da tempo irrimediabilmente minata. Nel 1905, l'8 novembre, all'età di 35 anni, una crisi cardiaca mise fine alla sua esistenza. Borisov fu sepolto nei pressi di Tarusa, su una collina che domina l'Oka. La sua tomba fu decorata con una scultura realizzata dal suo vecchio amico e discepolo Aleksandr Matveev che rappresenta un ragazzo addormentato.

## Galleria d'immagini

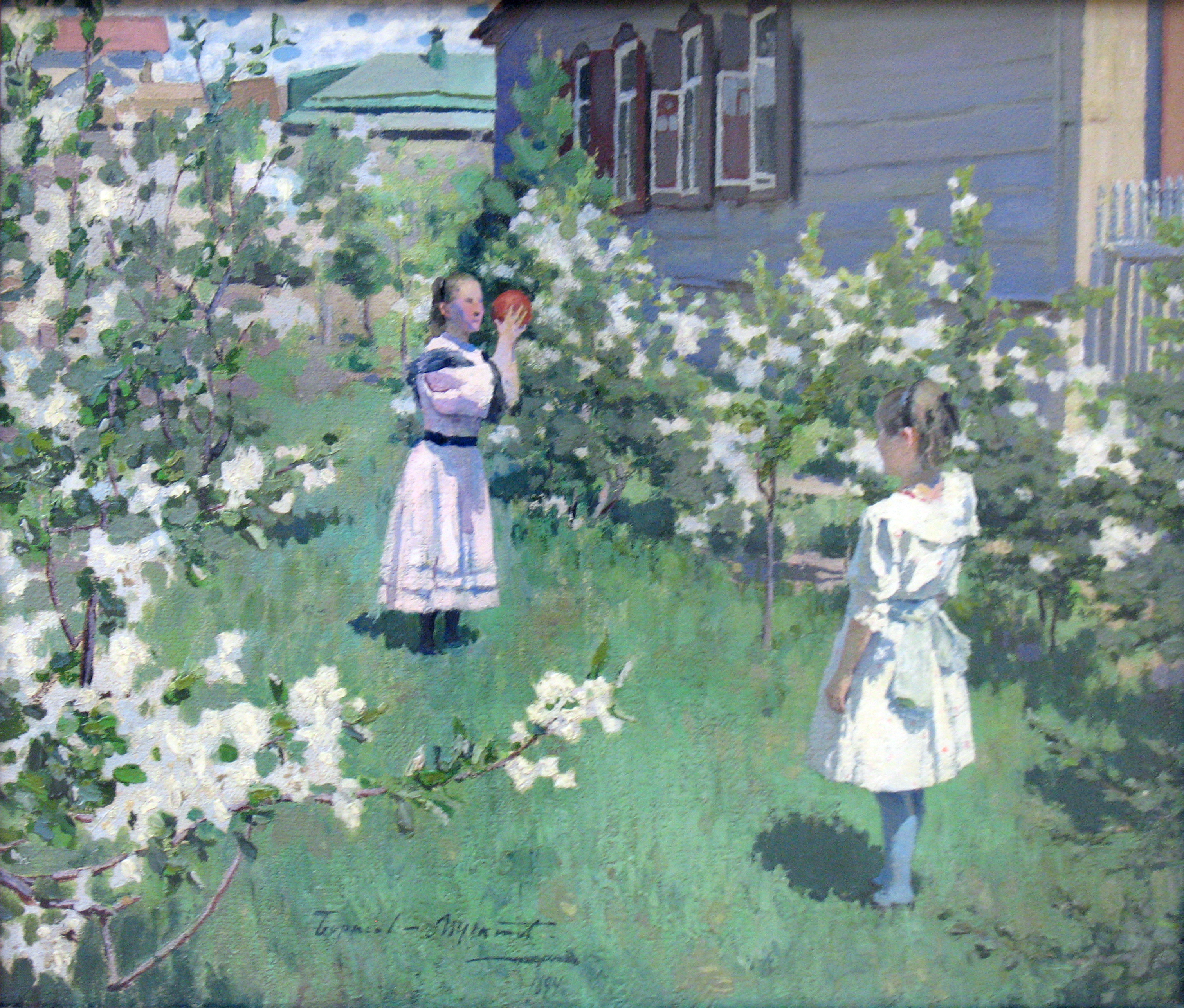
Fiori di Maggio
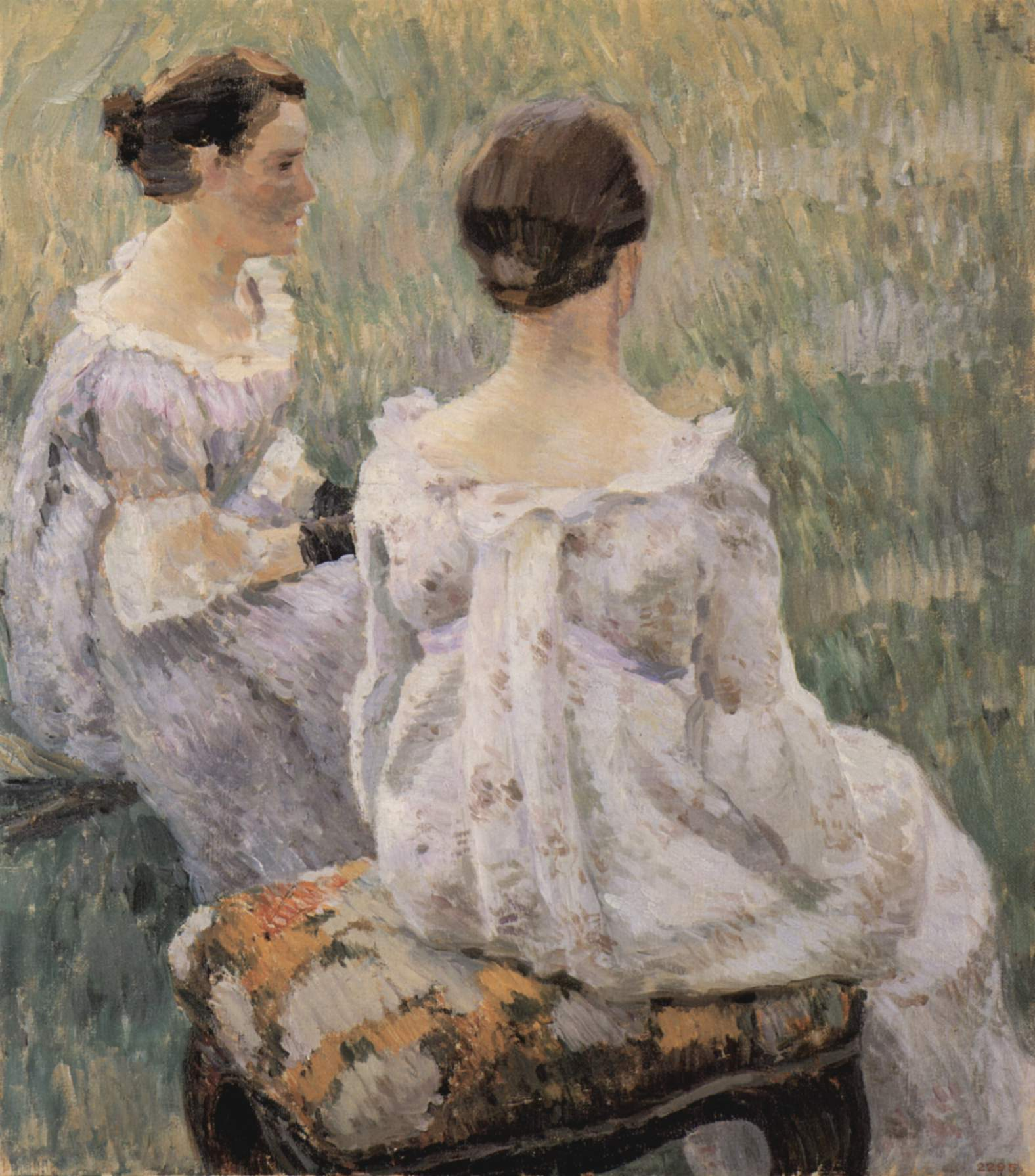
Due donne sedute
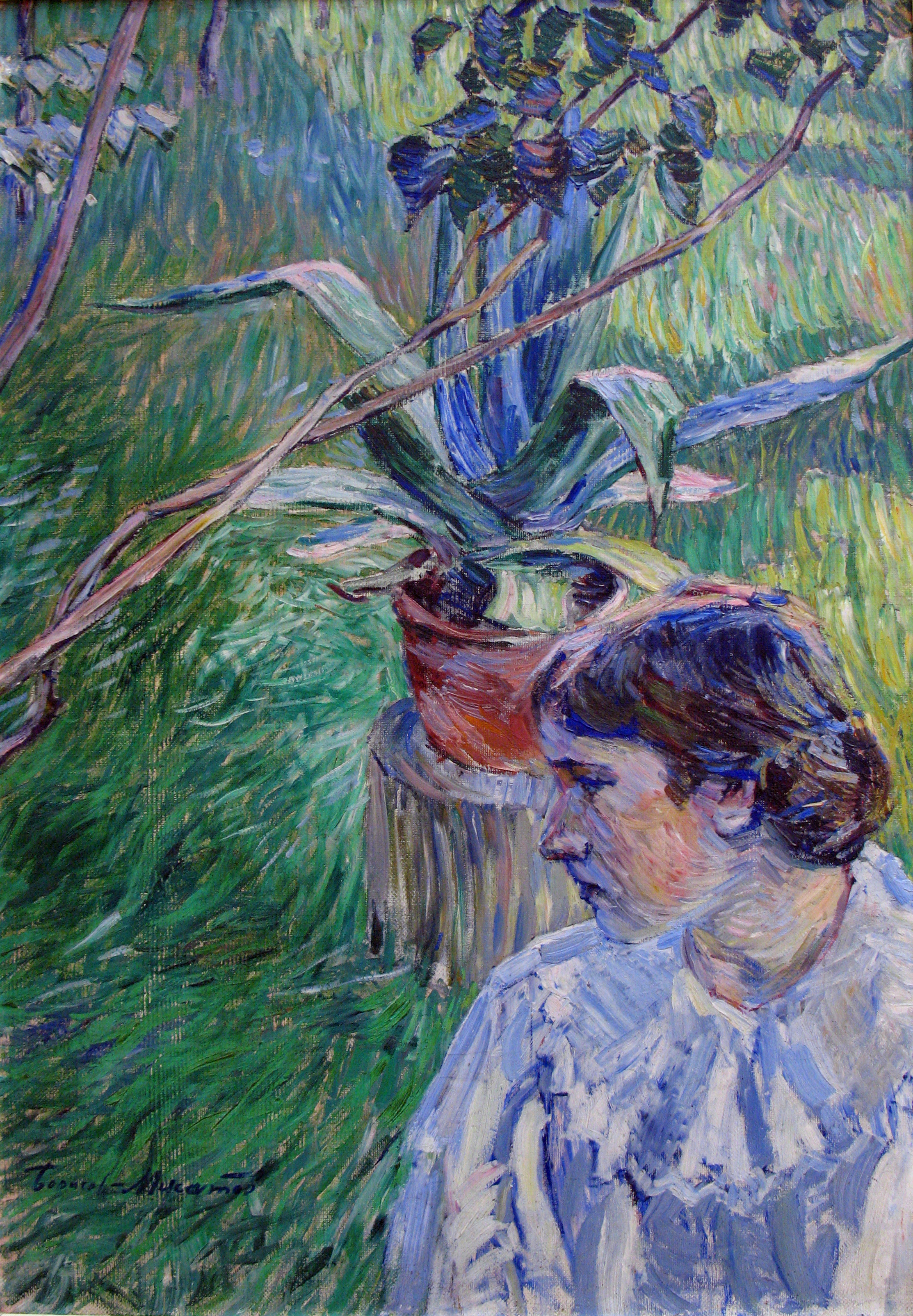
Ragazza con agave
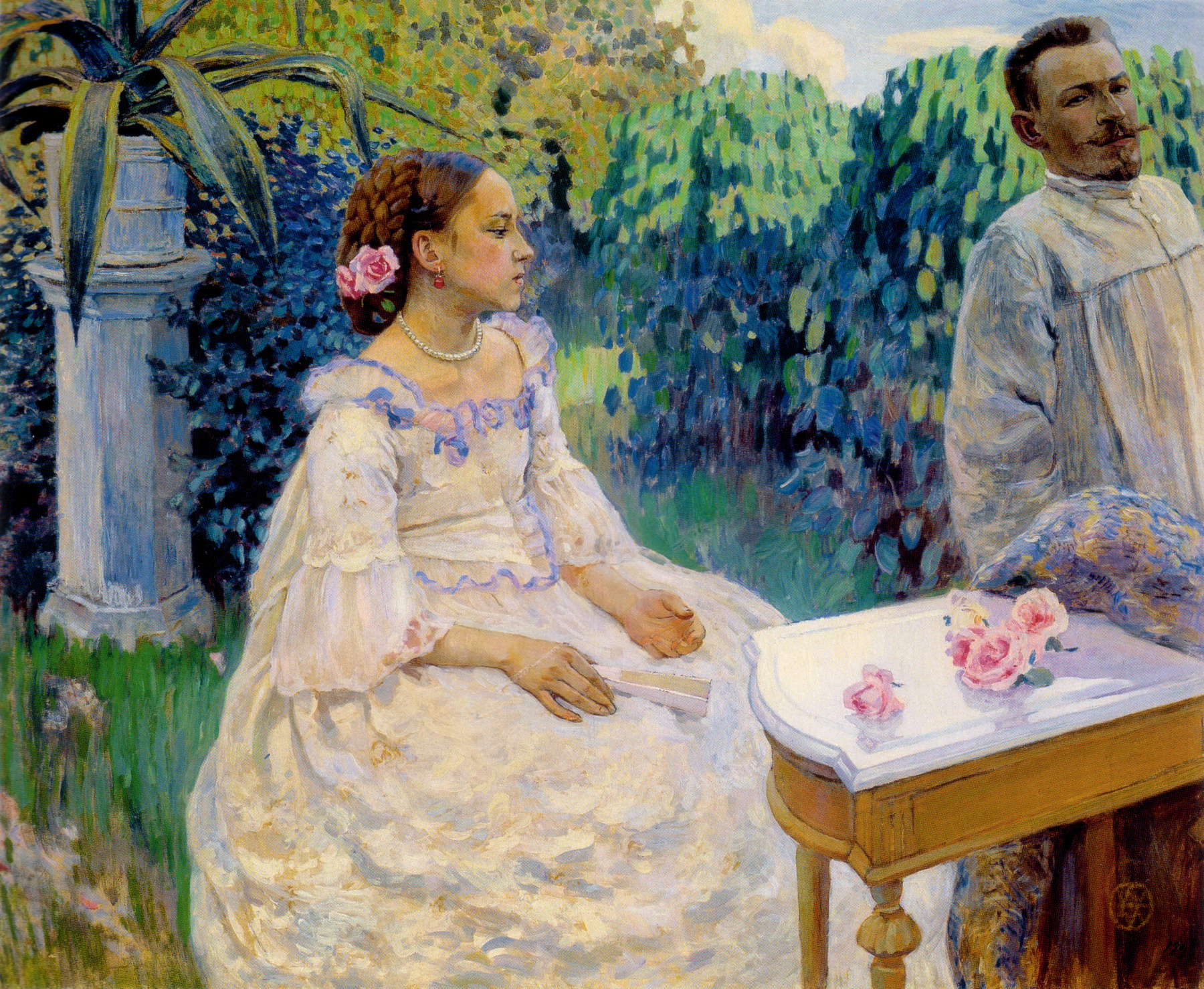
Autoritratto con la sorella Elena
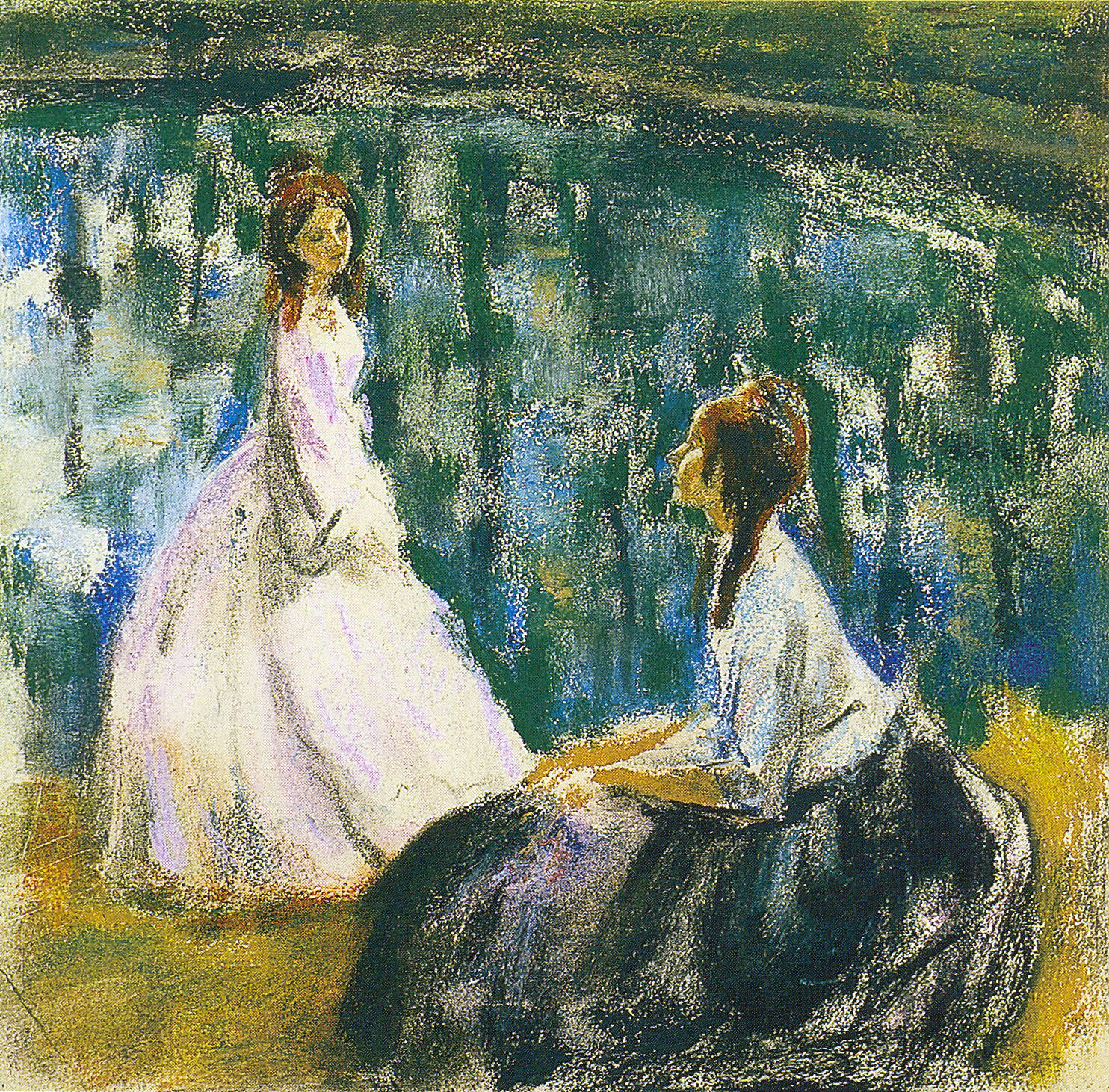
La piscina (schizzo)

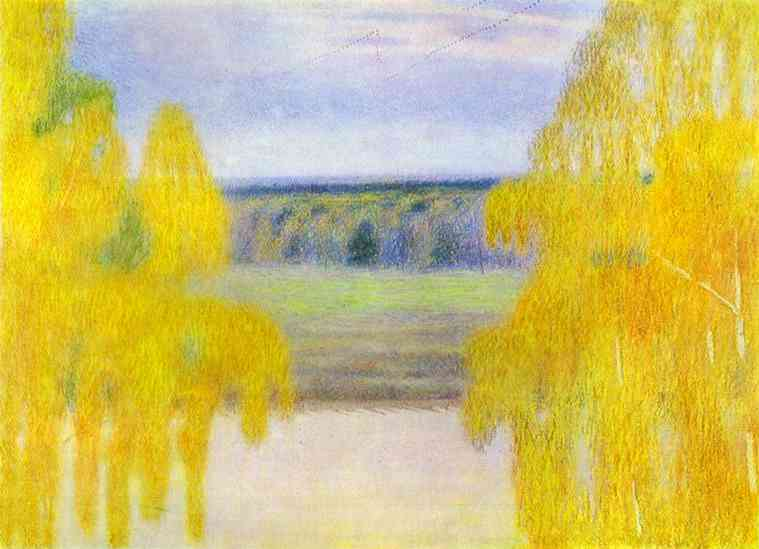
Canzone d'autunno
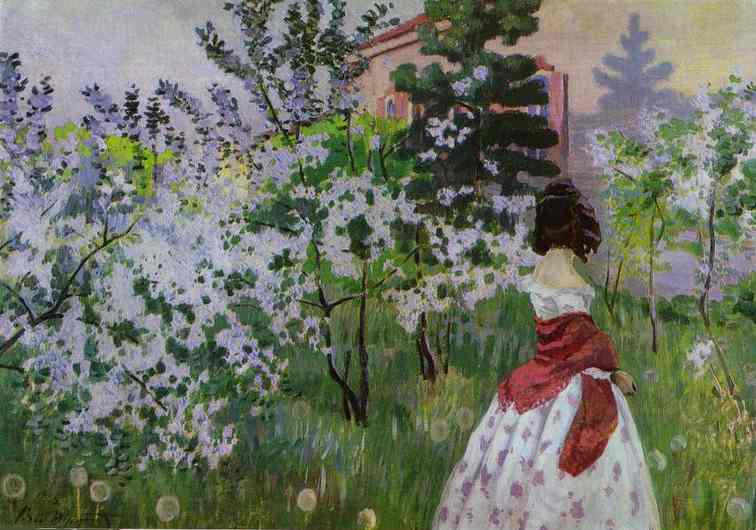
Primavera
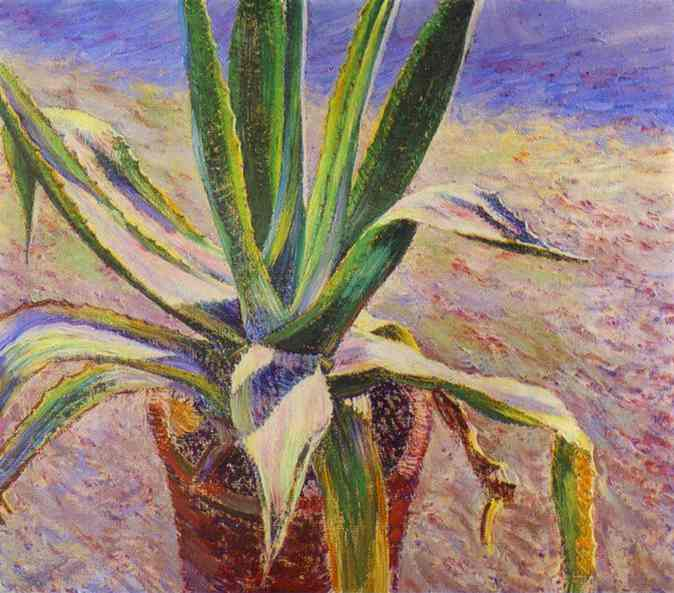
Agave

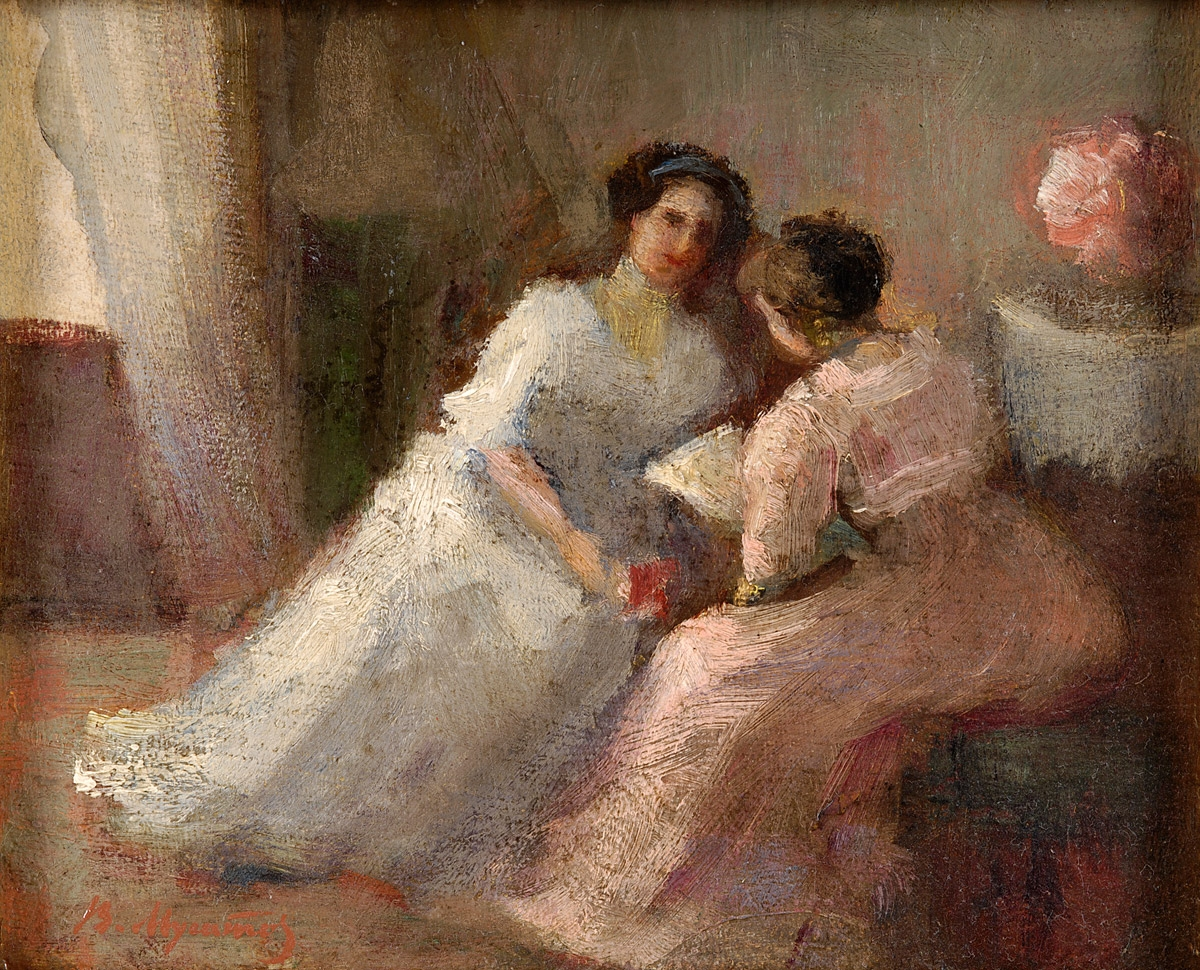
Conversazione
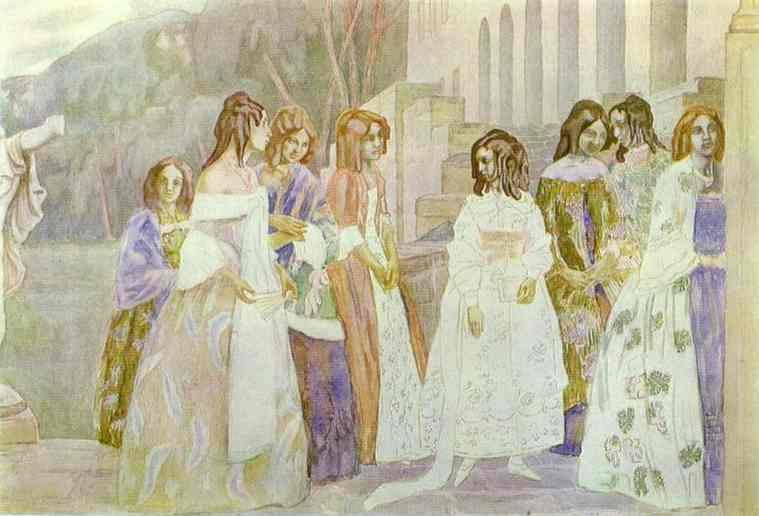
Requiem
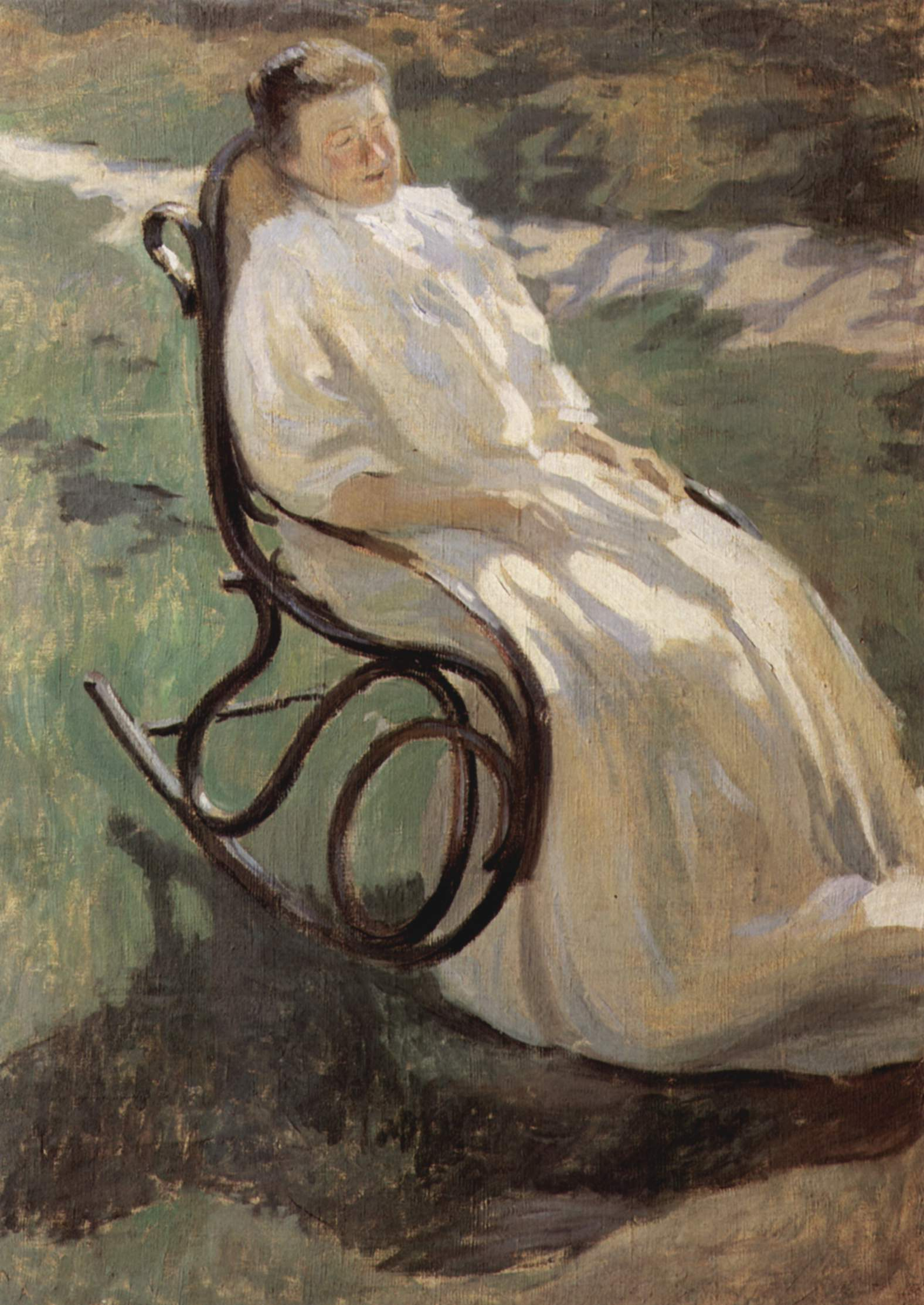
Sulla sedia a dondolo
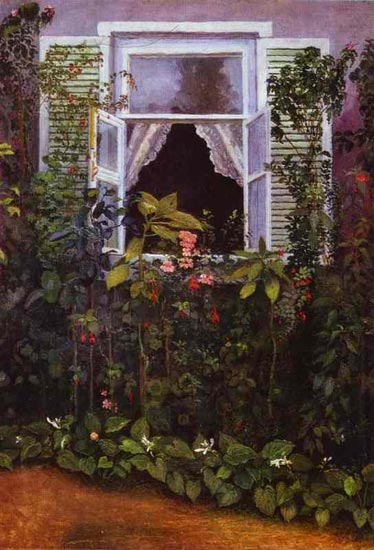
Finestra sul giardino
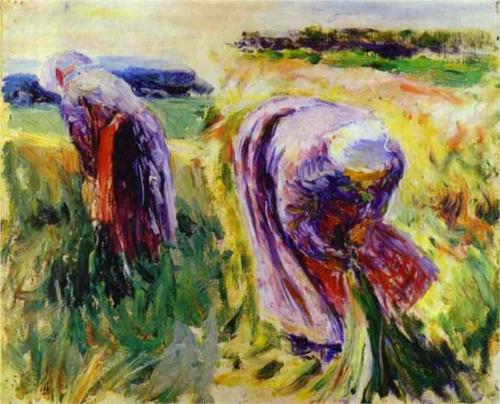
Mietitrici